# ガター・バレエ
『ガター・バレエ』（Gutter Ballet）は、アメリカ合衆国のヘヴィメタル・バンド、サヴァタージが1989年に発表したスタジオ・アルバム。フル・レングスのスタジオ・アルバムとしては5作目に当たる。

## 背景
前作『ホール・オブ・ザ・マウンテン・キング』（1987年）に伴うツアーより加入したクリス・キャファリーがアルバムのクレジットに記載され、本作発表後のツアーにも参加したが、実際には本作のレコーディングに参加していない。当初は『Temptation Revelation』『Hounds of Zaroff』といった仮タイトルが付いていたが、既にアルバムの仕上げのオーバーダブに入っていた段階になって「ガター・バレエ」が作曲され、メンバーが気に入ったことから、アルバム・タイトルが決定した。ジョン・オリヴァによれば、この曲は『オペラ座の怪人』を観に行った後にスタジオに戻って作られたという。
LPは10曲入りだが、CDは「ソラジーン・シャッフル」が追加されて11曲入りとなった。

## 反響・評価
バンドの母国アメリカでは前々作『ファイト・フォーザ・ロック』（1986年）、前作『ホール・オブ・ザ・マウンテン・キング』（1987年）に引き続き3作連続でBillboard 200入りを果たし、最高124位に達した。また、バンドは本作でドイツやオランダでもアルバム・チャート入りを果たしている。
Geoff Orensはオールミュージックにおいて「サヴァタージ初期の簡潔でファンタジーをテーマにしたメタルから、1990年代に志向したプログレッシブな方向性への移行を示した」「"Gutter Ballet"と"When the Crowds Are Gone"では、ピアノが加えられたことで曲の持つ悲しげなサウンドが強調された」と評している。

## 収録曲
特記なき楽曲はジョン・オリヴァ、クリス・オリヴァ、ポール・オニールの共作。3. 5.はインストゥルメンタル。
1. オブ・レイジ・アンド・ウォー - "Of Rage and War" - 4:46
2. ガター・バレエ - "Gutter Ballet" - 6:21
3. テンプテーション・レヴェレーション - "Temptation Revelation" - 3:07
4. ホエン・ザ・クラウズ・アー・ゴーン - "When the Crowds Are Gone" - 5:47
5. シルク・アンド・スティール - "Silk and Steel" (Criss Oliva, Paul Silver) - 2:56
6. シーズ・イン・ラヴ - "She's in Love" - 3:51
7. ハウンズ - "Hounds" - 6:11
8. アンホーリー - "The Unholy" - 4:38
9. メンタリー・ユアーズ - "Mentally Yours" - 5:15
10. サマーズ・レイン - "Summer's Rain" - 4:31
11. ソラジーン・シャッフル - "Thorazine Shuffle" - 4:42

## 参加ミュージシャン
- ジョン・オリヴァ - ボーカル、ピアノ
- クリス・オリヴァ - ギター
- クリス・キャファリー - ギター、キーボード（ツアーのみ）
- ジョニー・リー・ミドルトン - ベース
- スティーヴ・ワコルズ - ドラムス

アディショナル・ミュージシャン
- ボブ・キンケル - キーボード